# Nervio dorsal del pene
El nervio dorsal del pene es la división más profunda del nervio pudendo; este nervio acompaña a la  arteria pudenda interna a lo largo de la rama del isquium, luego discurre hacia delante a lo largo del margen de la rama inferior del pubis, entre las láminas inferior y superior de la fascia del diafragma urogenital.
Al atravesar la lámina inferior, libera una rama que va hacia el cuerpo cavernoso del pene, y cruza  hacia delante en compañía de la arteria dorsal del pene, sobre el dorso del mismo, entre las capas del ligamento suspensorio, para terminar finalmente en el glande.
Este inerva la piel del pene. Es análogo al nervio dorsal del clítoris femenino.

## Imágenes adicionales

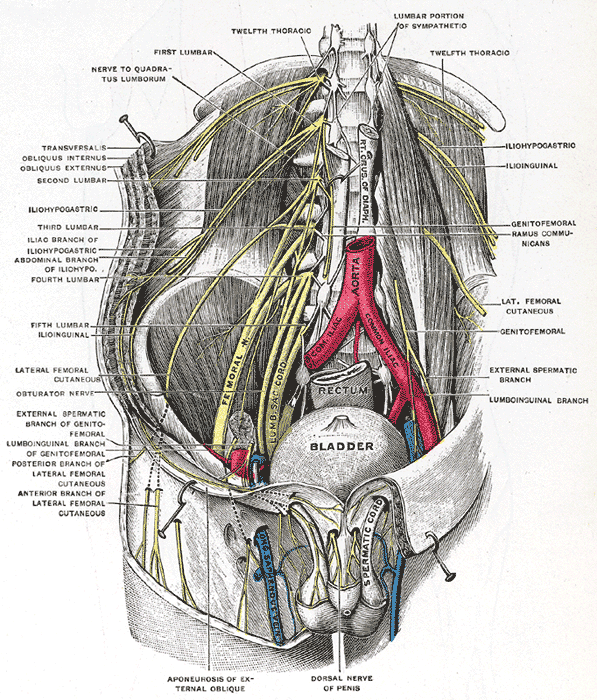
Disección superficial y profunda del plexo lumbar.
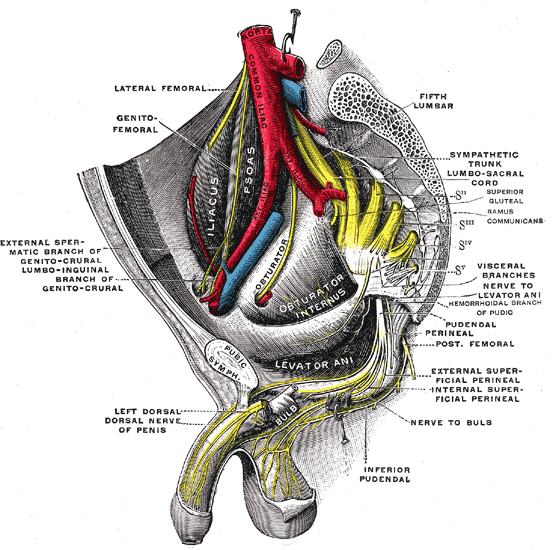
Vista lateral del plexo sacro, el nervio dorsal del pene es visible abajo a la izquierda.
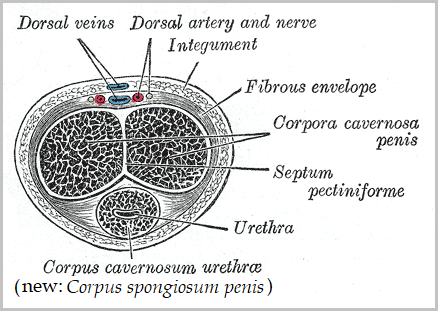
Sección transversal del pene. (Nervio dorsal visible arriba).

- Datos: Q376687